# Olasz Szociális Mozgalom
Az Olasz Szociális Mozgalom (olaszul: 'Movimento Sociale Italiano', rövidítése: MSI) olaszországi szélsőjobboldali politikai párt volt 1946 és 1995 között.

## Története

### Alapítása
1946. december 3-án alapította meg Giorgio Almirante és néhány az Olasz Szociális Köztársaság egykori fasiszta veteránjával az Egyesült Olasz Szociális Mozgalom szervezetet. Majd sorban megalakultak olyan szervezetek, mint a Munka Frontja, Az Eszményi Lázadás Mozgalma, Háborúból Visszatértek Független Mozgalma.
A párt titkára Giacinto Trevisonno lett, a vezetőség tagjai pedig Raffaele Di Lauro, Alfonso Mario Cassiano, Giovanni Tonelli és Carlo Guidoboni. A párt azért mozgalomként alakult meg, mert a fasiszta párt lejáratódott Benito Mussolini alatt.
1947. június 15-én lemondott Trevisonno, miután a párt végrehajtó testülete beleegyezett abba, hogy az Alkotmányozó Nemzetgyűlésben a párt közös képviseletben legyen a liberális Uomo qualunque (Közember) párttal.

### Giorgio Almirante első titkári ideje (1947–1950)
1947-ben Giorgio Almirante lett a párt vezetője, akit még az egykori fasiszta parancsnok Rodolfo Graziani is támogatott.
A párt az 1948-as választásokon 2,01%-ot ért el az Alsóházban, a Szenátusban 0,89%-et, amivel 6 mandátumot szerzett az Alsóházban: Giorgio Almirante, Roberto Mieville, Arturo Michelini, Giovanni Roberti, Guido Russo Perez és Luigi Filosa. A párt egyetlen szenátusi képviselője Enea Franza lett.
1948. június 27. és 29. között zajlott Nápolyban a párt első kongresszusa. Azon a párt központi bizottsága három témában fogalmazott meg álláspontot: A belügyi és alkotmányos kérdésben fontosnak tartották, hogy az Alkotmány az olasz régióknak külön kiváltságokat adjon, társadalmi és gazdasági kérdésben a korporativizmust, a nemzeti munkateremtő programokat tekintették fontosnak, szemben a szabad piaccal.

### Augusto De Marsanich ideje (1950–1954)
1950-ben De Marsanich lett a párt vezetője, aki konzervatív, de nem radikális szellemiségű volt. Emellett elkötelezetten Amerika-barát, katolikus és monarchista. Ezáltal lehetővé vált, hogy a párt beilleszkedjen az olasz belpolitika vérkeringésébe.
Még abban az évben megalapították a CISNAL nevű szakszervezetet.
Az 1951–52-es helyhatósági választásokon a párt a Nemzeti Monarchista Párttal közösen indult, a pártszövetség nagy sikert ért el, meghódított több olyan dél-olasz várost, mint Nápoly, Caserta, Lecce, Bari, Foggia, Reggio Calabria, Catania, Trapani, Latina, Pescara, Campobasso és Salerno. Ez a siker elsősorban a szövetség antikommunista, de mérsékelt hangvételének volt köszönhető.
1953-ban a parlamenti választásokon 5,85%-ot ért el és 29 mandátumot szerzett. A párt ekkoriban a dél-olasz polgári, mérsékelt középosztályban volt népszerű, akik a kereszténydemokratáktól pártoltak át.

### Michelini ideje (1954–1969)
A párt IV. kongresszusán Viareggióban megválasztották Arturo Michelinit a párt titkárává. Az ő vezetésével a kortárs konzervatív, mérsékelt és polgári értelmiséget képviselte emellett az olasz fasizmus örökösének tekintette magát, eltökélt célja volt, hogy az olasz jobboldalon nagyobb befolyásra tegyen szert.
1956-ban az V. kongresszuson Milánóban a pártból Pino Rauti vezetésével kivált csoport megalapította az Ordine Nuovo (Új Rend) nevű ifjúsági szervezetet.

### Fernando Tambroni kormánya (1960)
Az MSI támogatta Tambroni homogén, kereszténydemokratákból álló kormányát, amit az ellenzéki pártok egy autoriter fordulatnak értékeltek. A kereszténydemokraták számára ez az MSI-vel való „zártkörű” koalíció nagyon kínos volt. Az MSI provokatív szándékkal Genovát választotta június 30-i kongresszusának helyszínéül, a kommunisták és az Ellenállás fellegvárát. A kongresszus napján az MSI szimpatizánsai összecsaptak a rendőrökkel, majd július 7-én Reggio Emiliában kommunista tüntetőkkel provokáltak tömegverekedést, amelynek során hét kommunista párttag meghalt. Az események miatt Tambroni lemondott.

### A párt kiközösítése
A Tambroni-kormány bukása után a genovai és a Reggio Emilia-i események miatt az MSI-től a politikai palettán egyre többen határolták el magukat. 1962-ben azonban az MSI-szavazatoknak is köszönhetően választották meg Antonio Segnit köztársasági elnöknek.
1963-ban a párt római kongresszusán Giorgio Almirante ismét előtérbe került, amit Michelini a „baloldali kisebbség” előretörésének értékelt.

### Almirante ideje (1969–1987)
Michelini 1969-ben gyógyíthatatlan betegség miatt elhunyt, a párt új titkára ismét Giorgio Almirante lett. Az ő vezetésével együtt visszatér a pártba az Ordine Nuovo. Almirante retorikai képességének köszönhetően sikerült a pártot rendszerellenzékinek feltüntetni.

#### Reggiói események és hatása
1970 júliusában a párt a Reggiói eseményekben kulcsszerepet vállalt: az egész város tüntetett az ellen, hogy Calabria tartomány székhelyét Reggio Calabriából áthelyezték Catanzaróba. A tüntetést eleinte a baloldal is támogatta, de a CISNAL (a párt munkás szakszervezete) egyik felszólalója a Boia chi molla (Hóhér, aki föladja) fasiszta szlogent ismételte, emiatt egyre több jobboldali szimpatizáns jelent meg. Ez a megmozdulás erőszakos tüntetésbe ment át, ahol a rendőri erőkkel szemben utcai barikádokat állítottak fel. A rend csak 1971 februárjában állt helyre, amikor a hadsereget is bevetették.
Emiatt az esemény miatt az 1971-es helyhatósági választáson Reggio Calabriában 21%-ot értek el, Szicíliában pedig Cataniában 23% és Trapaniban 21%-os eredményt. A dél-olasz tartományi választási eredmények a kereszténydemokraták számára kudarc volt.

#### A Nemzeti Jobboldal
1972 februárjában Almirantének sikerült rávennie a Demokratikus Monarchista Egység Pártot, hogy egyesüljenek és így létrejött az Olasz Szociális Mozgalom – Nemzeti Jobboldal nevű pártszövetség.
1973-ban a párt elnökének ismét Almirantét választják.
Ekkoriban a párt szenvedélyes kampányt folytatott az 1974-es, válásról szóló népszavazás ellen, a római katolikus egyház véleményét hangoztatva, felemeltek szavukat a korrupt kormány, az állami tisztviselők és a sikkasztások ellen.
A fiatalságot is sikerült megszervezniük a Fronte della Gioventù (Az Ifjúság Frontja) nevű szervezetükkel, akik gyakran provokálták és tömegverekedésbe kerültek az FGCI-vel (Olasz Kommunista Fiatalok Szövetsége). Emellett mind a két ifjúsági szervezet parlamenten kívül maradt, és kapcsolatot ápoltak terrorista szervezetekkel.
A pártban ekkoriban három irányzat volt jellemző: a nemzeti konzervatív szemléletű többség Almirante mögött állt, a kisebbségben levő radikálisokat Pino Rauti vezette és a párt elnöke Pino Romuladi volt.

#### Harc a rendszerrel
1978-ban az MSI-DN az Eurojobboldal nevű európai szélsőjobboldali pártszövetség egyik alapítója, az 1979-es európai parlamenti választásokon négy mandátumot szereznek.
Az 1984-es európai parlamenti választásokon egy frakcióba kerültek a francia Nemzeti Fronttal.
1984–85 folyamán a párt kikerült a kiközösítettségből: a televíziós piac liberalizálása mellett szavaztak, s a párt története során először egyik jelöltje lett egy parlamenti bizottság vezetője Bettino Craxi miniszterelnöksége alatt, amivel a párt ismét legitimmé vált.

### Almirante után (1987–1995)
1987-ben Giorgio Almirante egészségi okokra hivatkozva lemondott a párt vezetéséről, helyébe Gianfranco Fini került. A párt Sorrentóban tartott XV. kongresszusán négy jelölt indult a főtitkári posztért:
- Gianfranco Fini, akit Almirante, Giuseppe Tatarella, Pino Romualdi, Guido Lo Porto és Tremaglia is támogatott. A jelöltek között 35 évével ő volt legfiatalabb. A párt ifjúsági szervezetében kezdte politikai pályafutását, és annak volt elnöke.
- Pino Rauti, aki a párt radikális irányvonalát képviselte. Ő alapította meg az Ordine Nuovo nevű szélsőjobboldali terrorista szervezetet. A Piazza Fontanán történt merénylet miatt három hónapot ült börtönben.
- Franco Servello, aki Almirante egyik legfőbb bizalmasa volt, az Impegno unito nevű mozgalom is támogatta őt.
- Domenico Mennitti, akinek ez volt az utolsó lehetősége a főtitkári posztra.[11]

A szavazáson végül Finit választották meg, így ő lett a párt főtitkára. Almirante Fini jelölésénél azt kiáltotta, hogy „senki sem lehet fasiszta, aki a második világháború után született.” 1988. január 24-én a párt elnökévé Almirantét választotta a párt központi választmánya.
1990-ben Pino Rauti indult a főtitkári posztért, ahol Mennittivel, Lo Portóval, Pazzagliával és Pisanóval szövetkezve legyőzte Finit és ő lett a főtitkár. Azonban az 1991-es szicíliai helyhatósági és regionális választásokon a párt elvesztette mandátumainak a felét és Rauti lemondott, emiatt újra Fini lett a főtitkár.
Az 1990-es évek elején a többi párt kritikus volt velük. Még az is valószínű volt, hogy az 1993-as többségi választási rendszerről (Matarellum) szóló népszavazás után megszűnnek.
A párt propagandája kettős volt: egyszerre volt jelen a fasizmus restaurációja és az a tény, hogy a Duce unokája, Alessandra Mussolini az 1992-es választásokon bejutott a képviselőházba illetve a fasiszták Rómába bevonulásának (Marcia su Roma) 70. évfordulójára megemlékezést tartottak tovább erősítette ezt a tényt. Másfelől az egész politikai rendszert ellenző hangok is megjelentek, részben Francesco Cossiga köztársasági elnök személyét is támogatták.
A Tangentopoli-ügy nyilvánosságra kerülésével az 1992-es választás kampányában a párt a Pentapartito rendszerét kritizálta, és tolvajok uralmának nevezte. Kampányukban támogatták az Antonio Di Pietro által vezetett Tiszta Kezek ügyészi bizottság korrupciós ügyekhez kapcsolódó nyomozásait, s a minden szavazat egy lefejezés szlogent használták.

#### Az Olasz Szociális Mozgalom – Nemzeti Szövetség megszületése
1992. szeptember 19-én az Il Tempo napilapban Domenico Fisichella jobboldali politológus írása szerint szükség van egy olyan politikai pártra, egy Nemzeti Szövetségre, amely liberális, köztársasági és katolikus alapokon nyugszik.
1993 áprilisában a párt újságában, a Secolo d’Italiában Francesco Storace – akkor már a párt szóvivője volt – felvetette a Nemzeti Szövetség ötletét, amely az Olasz Szociális Mozgalom örököse lenne, emellett mérsékelt konzervatív irányvonalú személyiségek kellenének, akik betöltenék a kereszténydemokraták után hagyott űrt.
1993. április 24-én a párt Nemzeti Szövetségre (Alleanza Nazionale) való átnevezése felmerült, amit ekkor még leszavaztak. Júniusban a bellunoi helyhatósági választáson a mozgalom Nemzeti Szövetség néven indult.
Fini szerint a Nemzeti Szövetség feladata az lesz, hogy egy jobbközép erőként lépjen fel és megnyerje a társadalom mindazon rétegét, amely nincs képviselve. Fontosnak tartotta az 1993. november 21-én megtartott helyhatósági választásokat, amin a párt egy jobbközép politikai tömörülésként ad valami újat az olasz politikai életnek. Fini ezután bejelentette, hogy indul Róma polgármesterjelöltjeként.
A párt a helyhatósági választáson elnyerte Chieti, Benevento és Latina városok vezetését. A siker Róma és Nápoly esetében is hatalmas: Rómában Gianfranco Fini 35,5%-ot, Nápolyban Alessandra Mussolini 31,1%-ot ért el, mindketten a másodikok lettek. Fini a második fordulóban 46,89%-ot ért el.
December 11-én a párt neve hivatalosan is Olasz Szociális Mozgalom – Nemzeti Szövetség lett.

#### Kormányzása és megszűnése
Az önkormányzati választások után a párt az 1994-es olaszországi parlamenti választásokra készült. A párt Nemzeti Szövetség néven indult a választásokon, ám csak a déli régiókban tudott listát állítani, az északi régiókban pedig a szeparatista Északi Liga állított listát. A közelgő választásokon hiányzott egy jobbközép erő, amely egységbe szervezte volna a jobboldali pártokat a balközép koalícióval szemben. Így született meg 1994 januárjában Silvio Berlusconi vezetésével a Forza Italia és az általa vezetett Jobbközép koalíció.
A koalíció megnyerte a választásokat és az Olasz Szociális Mozgalom történetében először kerültek kormányra, öt miniszteri tárcát kaptak. Az 1995. január 27-én megtartott pártkongresszuson úgy döntöttek, hogy az MSI megszűnik, az egykori tagok többsége pedig az újonnan alakuló Nemzeti Szövetségbe megy át. A párt radikális jobboldali szárnya, Pino Rauti vezetésével új pártot alapított Háromszínű Láng Szociális Mozgalom néven.

## A párt halottai, merényletek áldozatai
Számos párttag lett gyilkosság áldozata az „ólomévek” és az úgynevezett feszültségkeltés stratégiája (strategia della tensione) idején:
- 1947: Franco De Agazio, újságíró
- 1948: Vittorio Ferri, július 14-én ölték meg Pisában
- 1949: Francesco Nigro, a párt Melissai vezetője volt, a rendőrség lőtte le, október 31-én.[20]
- 1970: Ugo Venturini
- 1972: Carlo Falvella
- 1973: Stefano e Virgilio Mattei halála Róma Primavalle-negyedében levő lakásukban keletkező tűz miatt
- 1973: Emanuele Zilli
- 1974: A párt padovai székháza elleni támadásban meghalt Giuseppe Mazzola és Graziano Giralucci
- 1975: Sergio Ramelli
- 1975: Miki Mantakas
- 1975: Mario Zicchieri (a párthoz kötődő Lotta Popolare tagja)
- 1976: Enrico Pedenovi
- 1977: Angelo Pistolesi
- 1978: az Acca Larentia-i merényletben meghalt Franco Bigonzetti, Francesco Ciavatta és Stefano Recchioni (egy csendőrkapitány lőtte le)
- 1979: Alberto Giaquinto e Stefano Cecchetti, az Acca Larentia-i merénylet 1. évfordulóján ölték meg
- 1979: Francesco Cecchin
- 1980: Nanni De Angelis, a párt szimpatizánsa volt és a Terza Posizione alapítója
- 1980: Angelo Mancia, a Secolo d’Italia fiatal hírnöke
- 1983: Paolo Di Nella

## Választói bázis
A párt fennállása alatt 5-6%-os támogatottsággal rendelkezett legtöbb esetben, csak 1972-ben érték el a 9%-ot. A párt szavazói elsősorban, az 1960-as évekig a dél-olasz régiók szegényei és falusi oligarchái közül kerültek ki. Az 1970-es évektől Róma, Nápoly, Bari és más közép- és dél-olasz nagyvárosok középosztályából kerültek ki a szavazói. Foglalkozás szerint szavazóik kispolgári hivatalnokok, boltosok, kisiparosok, rendőrök és csendőrök közül kerültek ki. Az MSI szavazói a hagyományos értékek elkötelezett hívei voltak illetve az észak-olaszok iránt érzett haragjuk is erős volt. 
Habár a párt vezetőségének nagy része a kezdetekben észak-olasz volt, a szavazók jelentős része Rómánál délebbről való volt. A párt legjobban az 1972-es választáson szerepelt, amikor Lazióban 14,2% (ebben Rómában 17,4%, Latina megyében 21%), Campaniaban 16,7% (ezen belül Nápolyban 26%, Salernóban 22,2%), Pugliában 12%, Calabriában 12.2%, Szicíliában 15.9%-ot és Szardínián 11.3%-ot ért el. 
A választásokon az 1990-es évekig szinte mindig a dél-olasz régiókban szerepeltek sikeresen. 1993-94 körül azonban a párt egyre mérsékeltebb lett, és a kereszténydemokraták helyét vették át, Lazióban és Friuli Venezia Giuliában lettek főbb bázisaik.
Azok is szavaztak az Északi Liga helyett az Olasz Szociális Mozgalomra, akik a Pó folyótól délebbre fekvő régiókból származtak, és inkább egy olyan jobboldali pártot szerettek volna, amely értékében nemzeti konzervatív és az olasz egység híve. 1996-ban, amikor a párt már Nemzeti Szövetség néven létezett, Rómában az az évi választáson 31%-ot kapott, amivel ott a legnagyobb párt lett.

## Választási eredmények

### Képviselőház
| Képviselőház    |                                   |                          |                             |     |                      |
| Választási évek | # a helyezés a szavazatok alapján | % a szavazatok arányában | Az elnyert mandátumok száma | +/– | Vezető neve          |
| 1948            | 526 882 (#7)                      | 2                        | 6 / 574                     | –   | Giorgio Almirante    |
| 1953            | 1 582 154 (#5)                    | 5,8                      | 29 / 590                    | 23  | Augusto De Marsanich |
| 1958            | 1 407 718 (#2)                    | 4,8                      | 24 / 596                    | 5   | Arturo Michelini     |
| 1963            | 1 570 282 (#6)                    | 5,1                      | 27 / 630                    | 3   | Arturo Michelini     |
| 1968            | 1 414 036 (#6)                    | 4,8                      | 24 / 630                    | 3   | Arturo Michelini     |
| 1972            | 2 894 722 (#4)                    | 8,7                      | 56 / 630                    | 32  | Giorgio Almirante    |
| 1976            | 2 238 339 (#4)                    | 6,1                      | 32 / 630                    | 24  | Giorgio Almirante    |
| 1979            | 1 930 639 (#4)                    | 5,3                      | 30 / 630                    | 2   | Giorgio Almirante    |
| 1983            | 2 511 487 (#4)                    | 6,8                      | 42 / 630                    | 12  | Giorgio Almirante    |
| 1987            | 2 281 126 (#4)                    | 5,9                      | 35 / 630                    | 7   | Giorgio Almirante    |
| 1992            | 2 107 037 (#6)                    | 5,4                      | 34 / 630                    | 1   | Gianfranco Fini      |

## Fordítás
- Ez a szócikk részben vagy egészben  a   Movimento Sociale Italiano – Destra Nazionale című olasz Wikipédia-szócikk ezen változatának fordításán alapul.  Az eredeti cikk szerkesztőit annak laptörténete sorolja fel. Ez a jelzés csupán a megfogalmazás eredetét és a szerzői jogokat jelzi, nem szolgál a cikkben szereplő információk forrásmegjelöléseként.